# Zimnitsa (distrikt i Bulgarien, Jambol)
Zimnitsa (bulgariska: Зимница) är ett distrikt i Bulgarien.   Det ligger i kommunen Obsjtina Straldzja och regionen Jambol, i den centrala delen av landet, 270 km öster om huvudstaden Sofia.
Trakten runt Zimnitsa består till största delen av jordbruksmark. Runt Zimnitsa är det ganska glesbefolkat, med 22 invånare per kvadratkilometer.